# 파트로클로스

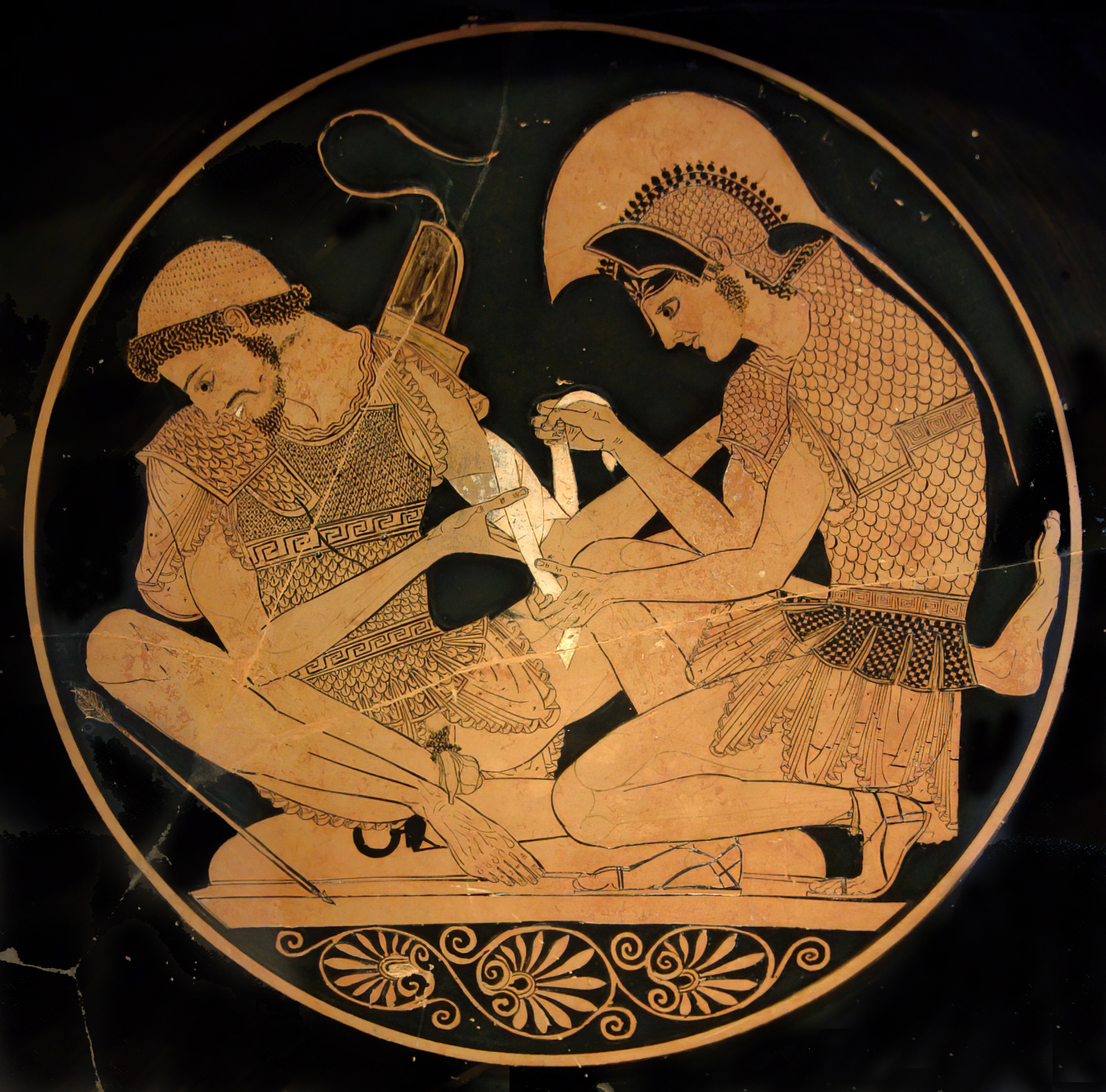
아킬레우스가 파트로클로스의 팔에 붕대를 감아주고 있는 장면.

파트로클로스(그리스어: Πάτροκλος)는 그리스 신화의 트로이 전쟁의 영웅으로 메노이티오스의 아들이며 아킬레우스가 매우 아꼈던 전우 또는 애인이다. 호메로스의 일리아스에서 중요한 인물로 나오는데 그의 죽음으로 인해 트로이 전쟁의 양상이 완전히 뒤바뀌게 된다.

## 파트로클로스의 족보
파트로클로스의 아버지 메노이티오스는 아르고나우타이 중의 한 사람이었다. 파트로클로스의 어머니에 대하여는 정확히 밝혀지지 않았으나 다음 네 명 중에 하나일 것이다.
- 아폴로도로스 : 페리오피스, 폴리멜레, 스테넬레 이 세 사람 중에 한 사람이 어머니일 가능성 있음
- 가이우스 율리우스 히기누스 : 필로멜라가 어머니라고 함.

메노이티오스는 악토르와 아이기나의 아들로 아이기나는 펠레우스의 아버지 아이아코스의 어머니(아버지는 제우스)이기도 하다. 따라서 아킬레우스의 아버지 펠레우스는 메노이티오스의 조카뻘이므로 아킬레우스와 파트로클로스 또한 삼촌-조카 사이이다. 나이도 파트로클로스가 아킬레우스보다 더 많은 것으로 여겨진다.

## 파트로클로스의 생애

### 트로이 전쟁 이전
파트로클로스가 아직 어린 소년이었을 때, 파트로클로스는 친구와 주사위 놀이를 하던 중 말싸움을 하다가 친구를 죽여버린 일이 있었다. 복수를 피하기 위해 메노이티오스는 친척인 프티아의 왕 펠레우스에게 아들을 맡겼는데 이때 아킬레우스와 파트로클로스가 처음 만났다고 한다. 펠레우스는 이 두 소년을 현자인 켄타우로스 케이론에게 맡겨 양육하게 했다.
호메로스 이전의 기록에서 파트로클로스는 스파르타의 헬레네의 구혼자중에 한 사람으로 나온다. 이 시기에 파트로클로스는 라코니아의 왕 라스를 죽였다고도 한다.

### 트로이 전쟁과 죽음
파트로클로스는 아킬레우스와 함께 뮈르미돈 부대를 이끌고 트로이 전쟁에 참전한 것으로 보인다.
아킬레우스가 그리스 연합군의 총사령관인 아가멤논과의 크게 다투고 나서 전투에 참가하지 않게 되자 그리스군은 헥토르의 트로이 군에게 계속 밀리는 상황이었고 트로이군은 그리스군의 함선까지 밀고 들어왔다. 이에 그리스 군의 조언자인 노장 네스토르가 파트로클로스에게 아킬레우스를 설득하여 전투에 나오게 해달라고 간청하게 된다. 파트로클로스는 울면서 아킬레우스에게 전투에 나와달라고 설득하였으나 아킬레우스는 거절하였다.
파트로클로스는 아킬레우스 대신 용맹한 뮈르미돈 부대를 이끌고 나가겠다고 하며 테티스가 헤파이스토스에게 부탁해서 만든 아킬레우스의 무장을 빌려 달라고 하였다. 이 제안마저 거절할 수는 없었던 아킬레우스는 무장을 빌려주면서 파트로클로스에게 트로이군을 공격하되 함선에서 격퇴하면 더 이상 추격하지 말라고 신신당부하였다.
아킬레우스의 무장을 갖추고 전투에 나간 파트로클로스는 트로이군을 맹렬히 공격했고 트로이군은 아킬레우스가 다시 나타난 줄로 알고 후퇴하기 시작했다. 파트로클로스는 사르페돈과 헥토르의 마부인 케브리오네를 죽였다. 여세를 몰아서 파트로클로스는 적군을 추격하는데 아킬레우스가 조언한 것을 무시하고 치고 들어갔다. 그는 너무 깊이 추격하다가 반격을 당했는데 트로이인들의 편을 든 태양신 아폴론과 트로이 장수 에우포르보스의 공격을 받아 부상을 당했고 마지막으로 헥토르의 일격을 받아 죽고 말았다. 파트로클로스는 죽어가면서 헥토르에게 아킬레우스의 손에 죽게 되리라는 예언을 남겼다.

### 아킬레우스의 분노와 장례
파트로클로스의 시체를 둘러싸고 트로이군과 그리스 군의 일전일퇴가 계속된다. 아킬레우스는 파트로클로스의 죽음을 전해듣고 분노로 가득차서 슬퍼하며 전장으로 나가 헥토르를 죽이고 그의 시체를 모욕한다. 아킬레우스의 분노는 너무나도 커서 파트로클로스의 장례식을 거부하게 되는데 밤에 파트로클로스의 죽은 혼령이 나타나 빨리 장례를 치러달라고 부탁하고 이에 따라 아킬레우스는 성대하게 장례를 치르는데 말 4마리와 개 2마리를 함께 화장하고 트로이의 젊은이 12명을 순장하였다.
이후 아킬레우스의 주최로 파트로클로스의 추모 장례경기가 열리는데 각 경기의 우승자는 다음과 같다.
- 전차 경주 : 디오메데스
- 권투시합 : 에페이오스
- 레슬링 시합 : 큰 아이아스와 오딧세우스 공동우승
- 달리기 경주 : 오딧세우스
- 원반던지기 : 폴리포이테스
- 활쏘기 : 메리오네스
- 창던지기 : 아가멤논

아킬레우스가 나중에 죽고 나서 그의 화장한 유해는 파트로클로스의 유해와 함께 흑해의 뱀섬에 묻혔다. 나중에 오딧세우스가 저승을 방문하는 길에 아킬레우스와 아이아스 그리고 파트로클로스의 혼령을 만났다고 전한다.